# Maraã
Maraã est une municipalité brésilienne de l'État d'Amazonas .